# Inga Reine

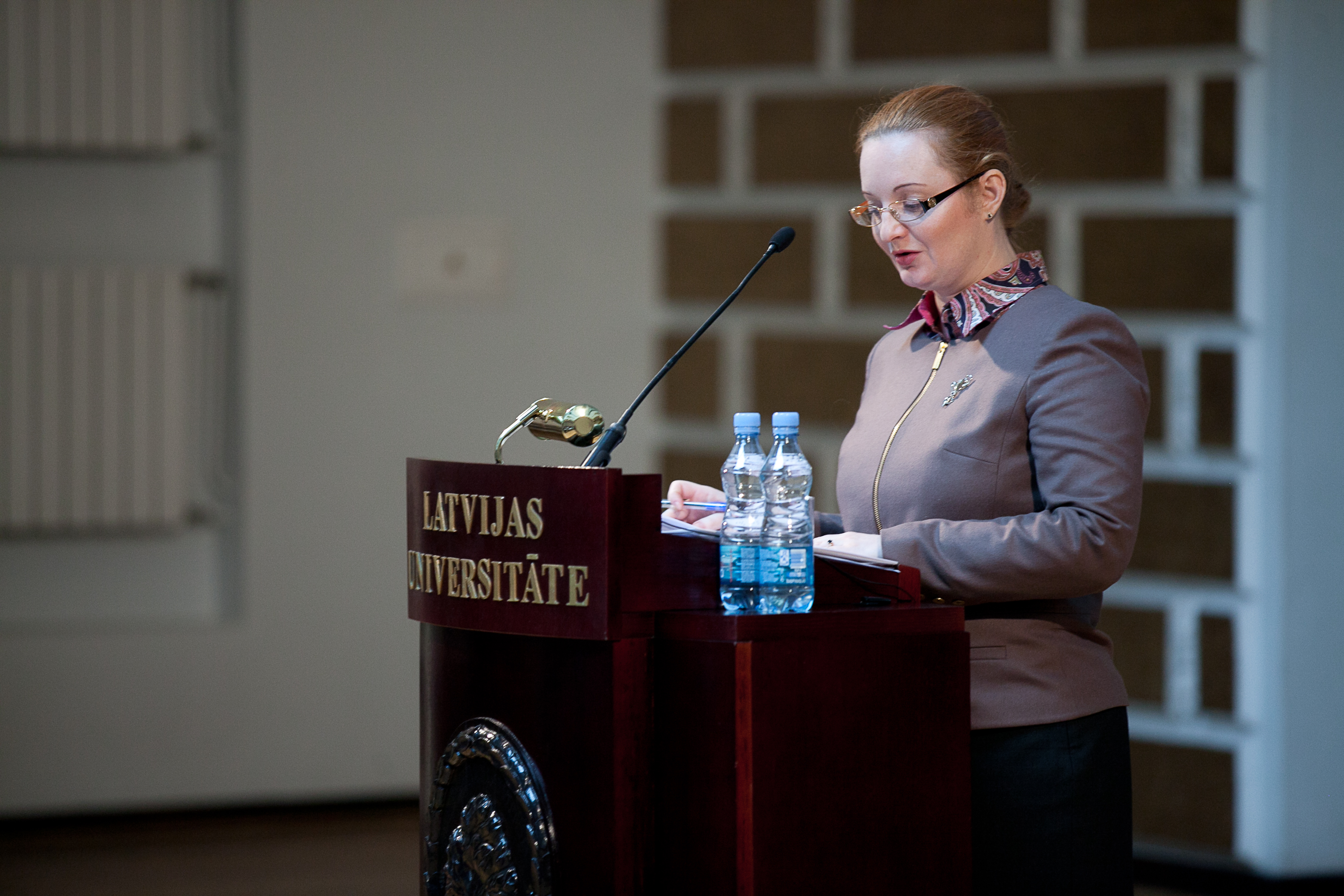
Inga Reine (2012)

Inga Reine (* 1975 in Riga) ist eine lettische Juristin. Sie ist Richterin am Gericht der Europäischen Union.

## Leben und Wirken
Reine studierte Rechtswissenschaften an der Universität Lettlands, wo sie 1996 ihren Abschluss machte. 1998 erwarb sie den Mastergrad am European Inter-University Centre for Human Rights and Democratisation in Venedig. Bereits vor ihrem Studienabschluss hatte Reine 1995 eine Stellung am lettischen Amt für Menschenrechte angenommen. 1999 wechselte sie als Beraterin zur Organisation für Sicherheit und Zusammenarbeit in Europa (OSZE) und war hier für die Missionen im Kosovo (1999 bis 2002) und in Montenegro (2002 bis 2003) tätig. 2003 kehrte sie in den lettischen Staatsdienst zurück und arbeitete im lettischen Außenministerium. In dieser Funktion vertrat sie die lettische Regierung bei internationalen Menschenrechtsorganisationen. In dieser Zeit ist sie ferner Mitglied des Lenkungsausschusses für Menschenrechte (CDDH) beim Europarat. Von 2012 bis 2015 war sie Abteilungsleiterin und Rechtsberaterin bei der Ständigen Vertretung Lettlands bei der Europäischen Union.
Am 8. Juni 2016 wurde Reine zur Richterin am Gericht der Europäischen Union ernannt und 2019 wiedergewählt. Daneben ist sie Schiedsrichterin am Vergleichs- und Schiedsgerichtshof der OSZE.